# Birgitta Skerdén
Ingrid Birgitta Skerdén, gift Nordlind, född 13 maj 1942 i Ängelholm, är en svensk före detta friidrottare (höjdhopp). Hon började sin karriär i IF Norden i Sala, men tävlade från och med 1961 för klubben IFK Västerås. 1961 tog hon guldmedalj i höjdhopp under SM i friidrott med höjden 1,61.